# Rare Breeds Survival Trust
Le Rare Breeds Survival Trust (RBST) est un organisme de bienfaisance dont le but est d'assurer la pérennité et la viabilité des races animales autochtones du Royaume-Uni, en préservant le patrimoine génétique des animaux domestiques. Elle a été fondée en 1973 pour préserver les races autochtones, et depuis lors, aucune race indigène au Royaume-Uni ne s'est éteinte.
Il maintient une liste de surveillance des plus rares races du Royaume-Uni, bovins, ovins, porcs, chevaux, chèvres et volaille et une liste approuvée de parcs agroforestiers.
Les projets consistent à collecter le matériel génétique des animaux pour assurer l'avenir des races rares dans une « banque de gènes » des animaux de ferme. Ce projet a fait parler de lui à la suite de la crise de la fièvre aphteuse au Royaume-Uni, et a été soutenu par le prince de Galles.
La RBST soutient la commercialisation des viandes de races rares, par la Traditional Breeds Meat Marketing Company, fondée en 2003.